# Western tchoukoutou
Western tchoukoutou, publié en 2018, est un roman de Florent Couao-Zotti. 
Son titre se réfère à une spécialité béninoise, le tchoukoutou : c'est ainsi que les Tammari du département de l'Atacora, dans le nord du Bénin, nomment leur bière locale, brassée à partir de mil ou de sorgho. Le titre fait allusion au Western spaghetti et le Western américain. Le roman a reçu le Prix Roland de Jouvenel de l'Académie française (2019). 

## Résumé
Western Tchoukoutou est un roman sur le thème de la vengeance post mortem. En dix-huit épisodes Florent Couao-Zotti s'empare du mythe américain pour en faire une aventure béninoise atypique, inventant ainsi un nouveau genre de western (qui doit son nom à la bière locale de Natitingou : le tchoukoutou. Ici, dans la ville montagneuse de Natitingou au nord du Bénin s'installe le Far West, où l'on suit les aventures d'un trio de crapules, un shérif corrompu, un gérant de saloon sans morale et un vacher (cowboy). Revenue de parmi les morts sur sa grosse moto, Kalamity Djane a soif de vengeance et remuera ciel et terre pour zigouiller les trois malfrats. Les trois desperados ont formé une alliance pour terroriser la ville, mais surtout à cause d'un crime commis ensemble qui reste dans l'ignorance jusqu'à la fin et dont les coupables seraient prétendument détenus depuis longtemps. Au cours de l'histoire il devient clair que derrière le masque des courageux Desperados se cachent des monstres et des perdants. Cependant, chacun d’eux est pleinement responsable de ses méfaits et reçoit enfin le juste jugement par la femme, l`ange de la vengeance, que tout le monde croyait depuis longtemps morte et enterrée. Est-ce juste son esprit vengeur ou elle-même qui les poursuit maintenant comme une furie ? Cela reste flou jusqu'à peu de temps avant la fin, comme c'est souvent le cas dans la vraie Afrique croyante à la magie, mais surtout au Bénin, le kraal du vodun,,,.